# Eduardas Eismuntas
Eduardas Eismuntas, né 15 mars 1932 et décédé en 2019, est un ancien officier du KGB de la RSS de Lituanie. En octobre 1987, il est promu au grade de major général. D'avril 1987 à mai 1990, il est le président du KGB de la RSS de Lituanie. Son mandat coïncide avec le mouvement Sąjūdis et la déclaration d'indépendance du 11 mars 1990.
Eduardas Eismuntas naît à Kaunas, en Lituanie. Il rejoint l'appareil de sécurité soviétique en 1950 et le Parti communiste de l'Union soviétique en 1953. Il obtient son diplôme de l'École opérationnelle de Vilnius en 1952, de l'Université de Vilnius en 1964 et de l'Académie du renseignement extérieur en 1968. De 1952 à 1978, il occupe divers postes au KGB de la RSS de Lituanie. En 1978, il est transféré au KGB à Moscou et travaille comme directeur adjoint de la 2e section du cinquième département jusqu'en 1982 puis comme directeur de la 3e section du cinquième département jusqu'en 1987. En 1987, il revient en Lituanie et devient président du KGB du pays. La même année, il est élu au Soviet suprême de la RSS de Lituanie (en).
En tant qu'agent du KGB, Eduardas Eismuntas travaille pour éliminer la Chronique de l'Église catholique en Lituanie (en). En tant que chef du KGB en Lituanie, il s'efforce de réprimer le mouvement indépendantiste et d'affaiblir les groupes d'émigrés, en particulier le Comité suprême pour la libération de la Lituanie. Il organise également des groupes pro-Moscou (dont Yedinstvo (en)) et s'empare et détruit certaines des archives sensibles du KGB,.

## Décorations et récompenses
- Ordre de l'Étoile rouge
- Ordre de l'Amitié des peuples
- Officier honoraire de la sécurité de l'État